# Kaiya brindabella
Kaiya brindabella är en spindelart som först beskrevs av Moran 1985.  Kaiya brindabella ingår i släktet Kaiya och familjen Gradungulidae.
Artens utbredningsområde är Australian Capital Territory. Inga underarter finns listade i Catalogue of Life.